# The Warning (chanson d'Eminem)
Pour les articles homonymes, voir The Warning.
The Warning est une diss song écrite et interprété par le rappeur américain Eminem. La chanson est produite par Dr. Dre et est distribuée par les labels Shady Records, Aftermath Entertainment et Interscope Records. Cette chanson prend part dans le conflit opposant le rappeur de Détroit à la chanteuse Mariah Carey. Le premier cité affirmant avoir eu une relation avec la chanteuse pendant six mois, ce qu'elle réfute. Eminem composa donc de nombreuses chansons dans le but de donner une mauvaise image à la diva.
Dans son sixième album studio Relapse, Eminem s'attaque une nouvelle fois à la chanteuse et à son mari Nick Cannon dans la chanson Bagpipes From Baghdad. Dans cette chanson, Eminem prétend être encore en relation avec Mariah Carey. Il insulte à la même occasion son mari, Nick Cannon. À la suite de cela, celui-ci envoya un message sur son site internet rappelant son dépit envers le rappeur. Plus tard, Eminem répondra de manière humoristique en "souhaitant le meilleur au couple". Il a également dit respecter Nick Cannon, hormis le fait qu'il défende sa femme.
Après la sortie de la chanson Obsessed de Mariah Carey, une chanson relatant l'histoire d'un homme obsédé par la diva, de nombreuses personnes, Eminem y compris, prirent cette chanson comme une attaque. Eminem sortit donc la chanson The Warning en réponse à Obsessed. Nick Cannon, en guise de réponse sorti la chanson I'm A Slick Rick puis voulu affronter le rappeur dans un match de boxe de charité qui n'aura finalement pas lieu. Bien que le titre ne soit pas présente sur un album et qu'elle ne soit pas sortie comme single, elle se classa tout de même dans les charts américains.

## Genèse

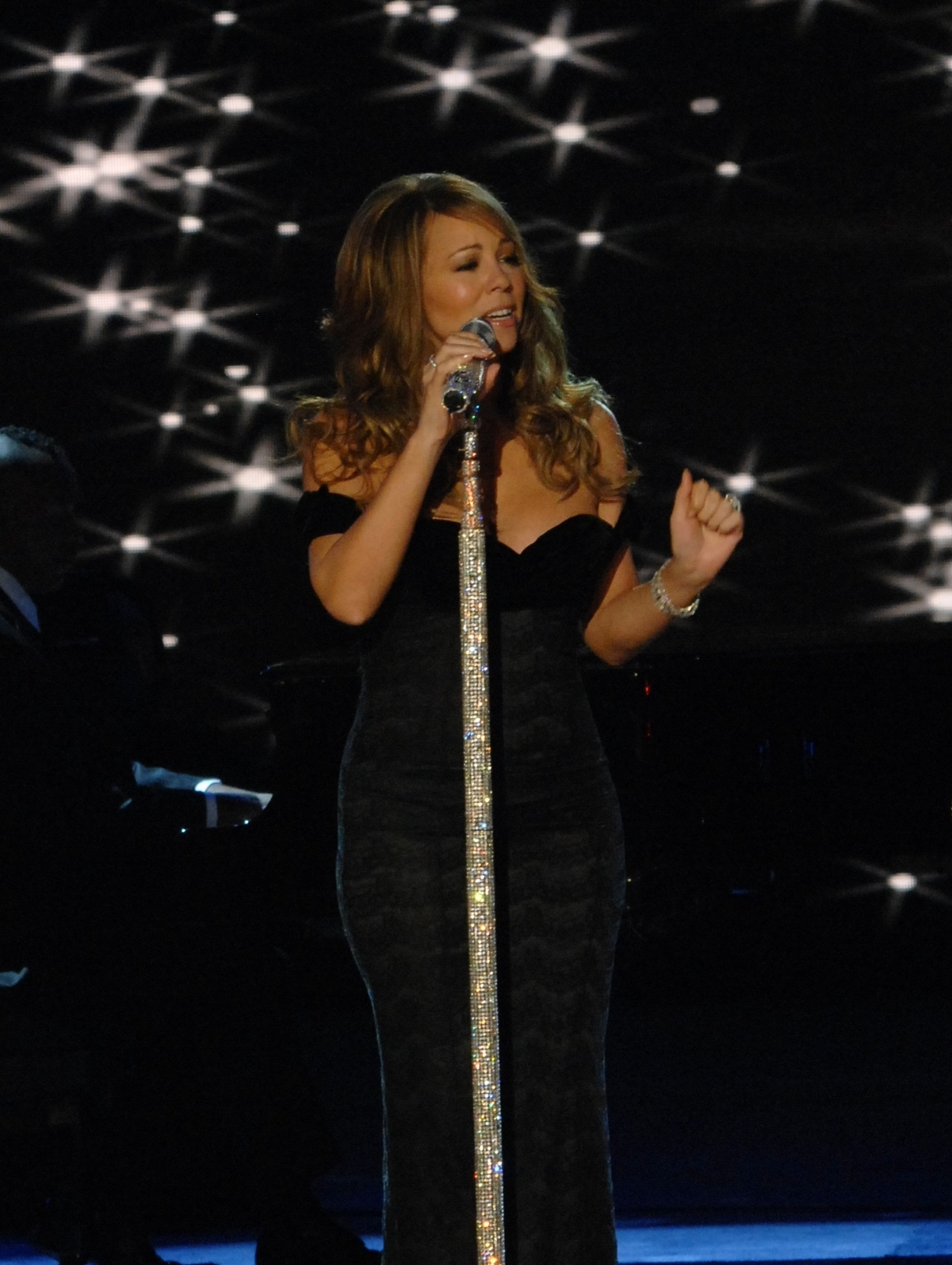
Cette chanson prend part dans un conflit entre Eminem et Mariah Carey.

Depuis 2001, Eminem affirme avoir eu une relation avec Mariah Carey. Mariah Carey affirme quant à elle avoir déjà rencontrée le rappeur, mais dans un cadre purement professionnel. S'en suivi une longue série de diss song pour critiquer différents aspects de la personnalité de l'autre. Eminem s'adressa notamment à elle dans les chansons Superman ou encore Bagpipes From Baghdad. Dans cette dernière, Eminem attaque le couple que Mariah Carey forme avec Nick Cannon en disant qu'il a toujours une relation avec Carey. C'est alors que celle-ci sortie la chanson Obsessed que le rappeur de Détroit considéra comme une réponse. En réponse, Eminem composa la chanson The Warning dans laquelle il parle du clip d' Obsessed, de sa relation avec elle et des preuves qu'il en a gardé.

### Performances dans les charts
| Classement (2009)                                 | Meilleure position |
| ------------------------------------------------- | ------------------ |
| US Bubbling Under R&B/Hip-Hop Singles (Billboard) | 8                  |
| US Rap Songs (Billboard)                          | 23                 |
| US Rhythmic Top 40 (Billboard)                    | 31                 |